# David Koop
David Koop (em russo: Давид Кооп; Orlov, 18 de agosto de 1900 – Curitiba, 29 de janeiro de 1982) foi um líder religioso (pastor) russo, naturalizado brasileiro.

## Biografia
David Koop nasceu na Orlov, cidade russa do distrito de Orlovsky Kirov Oblast, situada nas margens do Rio Vyatka, no sábado, dia 18 de agosto de 1900. Após estudar teologia, foi sagrado pastor aos 25 anos de idade na comunidade Menonita, em seu país.
Com a corrente imigratória dos russos Menonitas, iniciada entre meados da década de 1920 e início da década de 1930, muito influenciado pela Revolução Bolchevique, fez com que David e sua comunidade aportassem no Brasil neste período e estabelecesse residência na região onde atualmente é o bairro Boqueirão, na capital paranaense. Esta comunidade exercia, em seu país de origem, a agricultura mecanizada, o trato de animais e atividades industriais. Como o Brasil da década de trinta a agricultura mecanização era algo incomum e a implantação de indústria dependia de altas somas financeiras que naquele momento não possuíam, dedicaram-se ao trato de gado leiteiro, que contou com a participação do próprio David.
Com o desenvolvimento desta atividade houve a criação, em 1947, da Cooperativa do Boqueirão, e Koop foi um dos sócios fundadores do empreendimento.
Em 1959 um novo desafio para Koop e sua comunidade, pois neste ano o governo do estado estabeleceu a proibição da venda de leite “in natura”, ou seja, decidiu tornar obrigatoriedade a pasteurização de todo o leite produzido nos bairros de Curitiba. Neste ambiente e ainda no ano de 1959 é fundada a Cooperativa de Laticínios Curitiba e novamente Koop é um dos sócios fundadores da CLAC.
Além das suas atividades cooperadas na indústria do leite, Koop foi pastor em sua comunidade até próximo ao seu falecimento que ocorreu na sexta-feira, dia 29 de janeiro de 1982, aos 81 anos de 05 meses.
Em maio de 1985 a cidade de Curitiba determinou que uma via do bairro Boqueirão, especificamente na região da antiga fazendo dos Menonitas, recebesse a denominação de Rua Pastor David Koop como forma de homenagear este imigrante russo que colaborou com o desenvolvimento e crescimento da região sul do capital paranaense.